# Mistrovství Československa jednotlivců na klasické ploché dráze 1988
Mistrovství Československa jednotlivců na klasické ploché dráze 1988.

## Celkové výsledky
| Pořadí | Jméno                | Klub              | Body | Body celkem |
| ------ | -------------------- | ----------------- | ---- | ----------- |
| 1.     | Roman Matoušek       | Rudá hvězda Praha |      | 76          |
| 2.     | Antonín Kasper       | Rudá hvězda Praha |      | 72          |
| 3.     | Zdeněk Schneiderwind | Rudá hvězda Praha |      | 68          |
| 4.     | Lubomír Jedek        | Rudá hvězda Praha |      | 63          |
| 5.     | Petr Vandírek        | Rudá hvězda Praha |      | 54          |
| 6.     | Bohumil Brhel        | Rudá hvězda Praha |      | 53          |
| 7.     | Stanislav Urban      | Pardubice         |      | 53          |
| 8.     | Pavel Karnas         | Pardubice         |      | 39          |
| 9.     | Josef Fejfar         | Rudá hvězda Praha |      | 38          |
| 10.    | Jan Schinágl         | Pardubice         |      | 35          |
| 11.    | Jan Holub            | Rudá hvězda Praha |      | 26          |
| 12.    | Zdeněk Tesař         | Pardubice         |      | 26          |
| 13.    | Bořivoj Hádek        | Rudá hvězda Praha |      | 25          |
| 14.    | Jiří Svoboda         | Rudá hvězda Praha |      | 23          |
| 15.    | Vladimír Kalina      | Rudá hvězda Praha |      | 21          |
| 16.    | Jindřich Dominik     | Plzeň             |      | 16          |
| 17.    | Václav Milík         | Pardubice         |      | 10          |
| 18     | Ladislav Hradecký    | Slaný             |      | 10          |
| 19.    | Karel Průša          | Pardubice         |      | 10          |